# Dolichowithius vicinus
Dolichowithius vicinus är en spindeldjursart som beskrevs av Beier 1932. Dolichowithius vicinus ingår i släktet Dolichowithius och familjen Withiidae. Inga underarter finns listade i Catalogue of Life.